# Довеждане до абсурд
Довеждане до абсурд (на латински: reductio ad absurdum) e логическа техника представляваща серия от съждения, всяко от които логически е основано на предхождащото го.
Тази техника се състои в логическото продължаване на противниковата теза до крайност докато тя доведе до абсурден резултат.